# Schizonycha excisiceps
Schizonycha excisiceps är en skalbaggsart som beskrevs av Moser 1914. Schizonycha excisiceps ingår i släktet Schizonycha och familjen Melolonthidae. Inga underarter finns listade i Catalogue of Life.